# Borís Markàrov
Borís Markàrov   (Vólkhov, 16 de juny de 1935 - Sant Petersburg, 23 d'abril de 2023) fou un waterpolista rus, que va competir sota bandera soviètica durant les dècades de 1950 i 1960.
El 1956 va prendre part en els Jocs Olímpics d'Estiu de Melbourne, on guanyà la medalla de bronze en la competició de waterpolo. A nivell de clubs jugà en dos clubs de Leningrad, al Burevestnik, de 1954 a 1961, i a l'Spartak, de 1961 a 1963.